# 钱锋 (学者)
钱锋（1961年4月—），男，汉族，中华人民共和国学者，中国工程院院士，现任九三学社上海市委员会主任委员，华东理工大学教授、博士生导师，上海市政协副主席。第十一、十二、十三届全国政协委员。

## 生平
2008年，当选第十一届全国政协委员，代表教育界，分入第四十组。2015年12月当选为中国工程院化工、冶金与材料工程学部院士。2021年1月，任上海市政协副主席。